# 岩科学校
岩科学校（いわしながっこう）とは、静岡県賀茂郡松崎町岩科に残る伊豆地域最古の小学校校舎である。

## 沿革
1879年4月に着工し、1880年（明治13年）9月に竣工。総工費2630円66銭のうち、4割余りを住民の寄付でまかなった。1975年に「旧岩科学校校舎」として国の重要文化財に指定され、1992年には竣工当時の状態に復元された。
敷地内には1875年（明治8年）に建設された岩科商社の建物が移築され、開化亭の名称で休憩所として利用されている。

## 建築概要
地元の大工棟梁・菊地丑太郎、高木久五郎の設計施工による擬洋風建築である。玄関上の唐破風など寺社建築の要素に加え、なまこ壁やアーチ窓、半円バルコニーが組み合わせられている。平面は、和風2階建の中央棟の左右から副舎一棟ずつがはりだしたコの時型をしている。正面玄関に掲げられた「岩科学校」の扁額は、太政大臣・三条実美の書である。
松崎町は左官の名工で工芸家であった入江長八の出身地で、2階の和室には代表作「千羽鶴」の鏝絵が残されている。扁額上の龍の彫刻も長八の作と伝えられている。また、開化亭の玄関天井や旧西座敷の天井に描かれた鏝絵は長八の高弟・佐藤甚三が制作したものである。

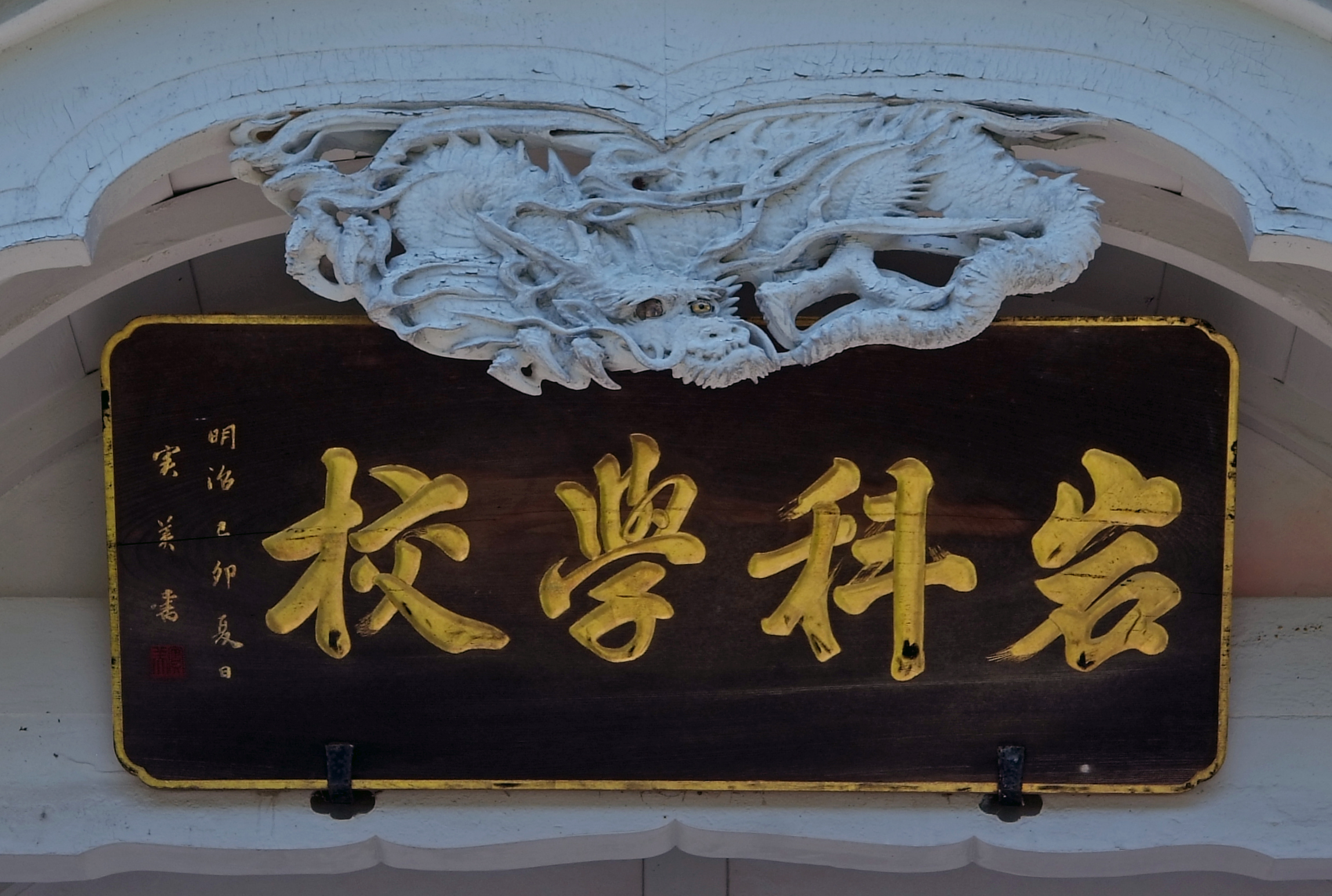
入江長八による龍の彫刻（上）と三条実美の書（下）
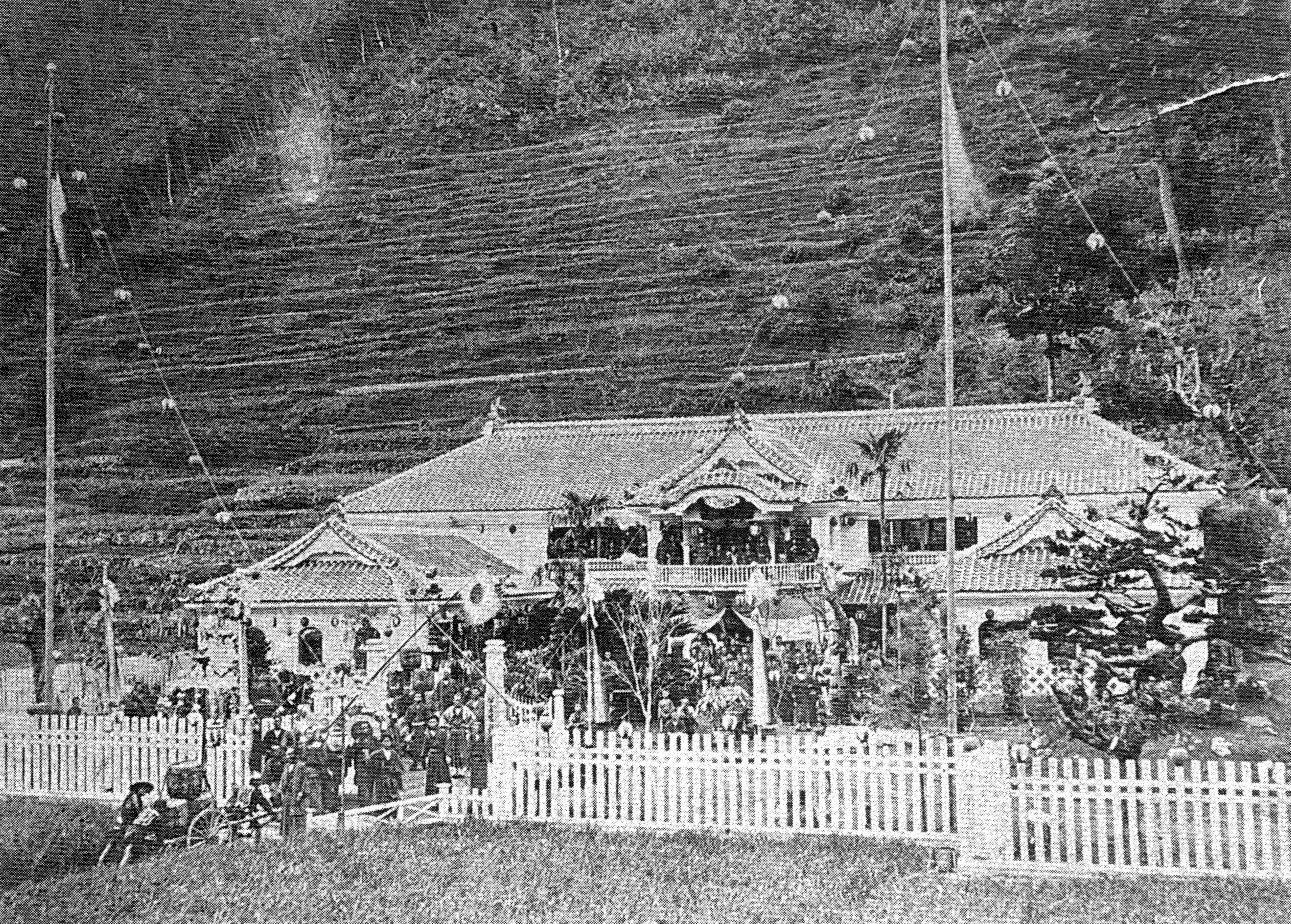
竣工時の岩科学校

## アクセス
- 松崎町自主運行バスW55松崎八木山線（運行委託先：東海バス松崎営業所）「重文岩科学校」停留所から徒歩約5分